# Frédéric Gaillardet
Théodore Frédéric Gaillardet est un homme de lettres, avocat et homme politique français, né à Tonnerre le 7 avril 1808 et mort le 12 août 1882 au Plessis-Bouchard.

## Biographie
Licencié en droit, avocat à la Cour royale, il rejoint en 1830 les rangs de la presse militante en faveur des libertés publiques. Il est élu maire du Plessis-Bouchard en 1869.
En 1832, il abandonne la politique pour la littérature et écrit entre autres La Tour de Nesle, pièce qui compte en 1848 plus de 700 représentations. Mais cette œuvre est surtout connue pour le procès retentissant dont elle fut l’objet. En l’absence de Frédéric Gaillardet, appelé au chevet de son père mourant, le directeur du théâtre de la Porte-Saint-Martin demande à Alexandre Dumas d’apporter quelques modifications à la pièce et lui en attribue ainsi la paternité. Ce n’est qu’au terme de six jugements (et un duel avec Dumas sans conséquences) que la justice reconnaît ce que l’on n’appelle pas encore les droits d’auteur à Frédéric Gaillardet[réf. souhaitée].
En 1837, Frédéric Gaillardet part avec ses frères pour le Nouveau-Monde et s’installe d’abord à La Nouvelle-Orléans en Louisiane. Son objectif est d’écrire un livre sur l’Amérique comme l’a fait Alexis de Tocqueville. La mode des écrits sur l’Amérique est forte dans les années 1830. Michel Chevalier, correspondant et rédacteur au Journal des Débats est d’ailleurs l’auteur d’une série de lettres à ce journal qui eurent un grand succès. Gaillardet utilise la même méthode et publie également une série de lettres sur le Texas dans les colonnes du Journal des débats.
En novembre 1839, alors que le journal français de New York fondé par Lacoste avec les subsides de Joseph Bonaparte en 1828, voit son plus récent directeur (Charles de Behr) sombrer dans la folie, Gaillardet en profite pour racheter le journal. Il quitte donc le Texas et rejoint New York en décembre 1839. Là, endossant les postes de directeur et rédacteur en chef du Courrier des États-Unis, il donne à ce journal un dynamisme inégalé. Dans le cadre de ses fonctions, il se déplace au Canada (dans un voyage qui sera couvert par la presse locale) mais également à Cuba. D’abord assez critique à l’égard du gouvernement, il devient plus consensuel et finit par soutenir l’action du gouvernement. En 1843, il est reçu par Guizot lors d’un voyage  à Paris et décoré de la Légion d’honneur.
L’année 1848 et ses changements politiques le rappellent en France où il espère bien faire carrière politique. Son arrivée dans la capitale française ne passe pas inaperçue, puisqu’on le confond avec Louis-Napoléon Bonaparte. Il tente sa chance pour être élu à l’Assemblée nationale en tant que député de l’Yonne, mais c’est un échec. Il redevient alors journaliste pour plusieurs journaux parisiens le Journal des débats, le Constitutionnel, La Presse.
De 1848 à 1880, il envoie au Courrier des États-Unis des chroniques parisiennes d’une très grande qualité.
On publie à titre posthume en 1883 le livre pour lequel il avait quitté l’Europe en 1837 et sur lequel il avait travaillé toutes ces années : L’Aristocratie en Amérique.
Il fut le premier historiographe de Charles d'Éon de Beaumont en publiant en 1866 chez Dentu, un ouvrage intitulé Mémoires sur la chevalière d'Éon.